# Festung Wismar

Festung Wismar um 1700

Die Festung Wismar war im frühen 18. Jahrhundert die größte Befestigungsanlage Europas. Sie wurde bis zum Ende des Großen Nordischen Krieges geschleift, so dass heute keine Reste der Festung und nur wenige Reste der Befestigungsanlagen erhalten sind.

## Geschichte der Festung

Befestigungsanlage um 1716

Die Stadt Wismar liegt an der Ostsee. Zur Seeseite ist ihr die Insel Poel vorgelagert. Erste Befestigung aus Palisaden umgaben seit 1250 den Stadtkern um das Marienkirchspiel. Ab 1276 wurde eine einfache steinerne Stadtmauer gebaut, die bis ins 15. Jahrhundert erweitert und vervollständigt wurde. Im 13. und 14. Jahrhundert wurde eine Landwehr in der Stadtfeldmark angelegt. 1470 bestand die Stadtbefestigung aus 36 Mauertürmen und Wiekhäusern an der Stadtmauer.
Ab 1522 bis 1619 wurden erste Festungsanlagen vor der mittelalterlichen Stadtmauer am Hafen, vor dem Lübecker Tor und vor dem Poeler Tor errichtet. 1627 bis 1628 wurden neue Wälle, Rondells und Brustwehre vor allen vier Haupttoren errichtet. 1629 wurden alle Bäume und Zäune im Abstand von etwa 500 Schritt beseitigt. 1631 begann der Bau der Zitadelle, auch das „Neue Werk“ oder „Kastell“ genannt.
Ab August 1631 kam es zur Belagerung Wismars durch Schweden, im Januar 1632 kapitulierte die Stadt. Die Stadt gehörte fortan zum Schwedischen Reich. Auf Grund ihrer strategisch wichtigen Lage innerhalb der deutschen Besitzungen Schwedens wurde Wismar zu einer der größten Festungen Nord- und Mitteleuropas ausgebaut.

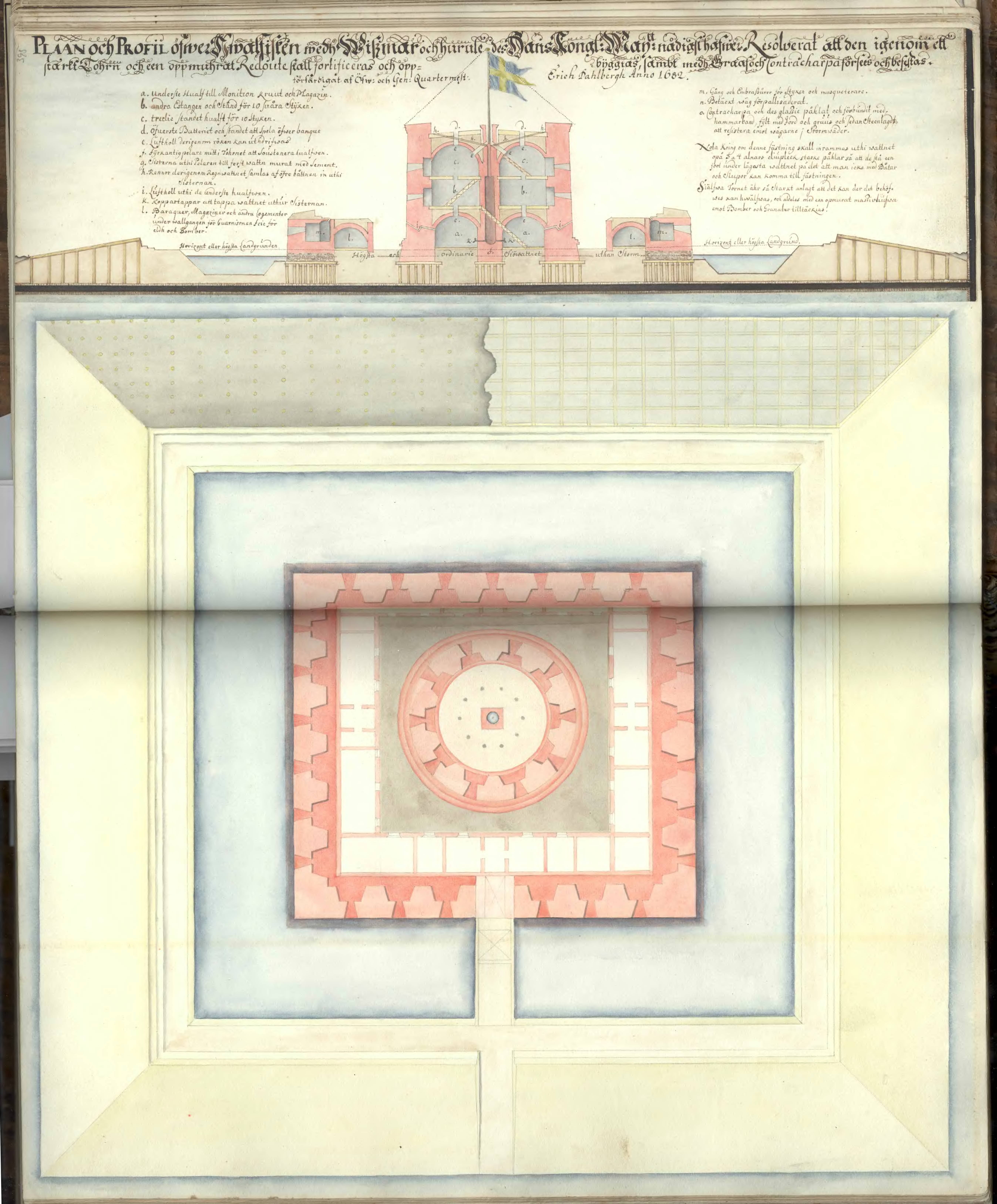
Festungsanlage Walfisch im Jahr 1682

Von 1632 bis 1675, bis 1635 unter dem schwedischen Oberst Wilhelm von Salzburg, erhielten alle Anlagen vor der Stadtmauer Wassergräben. Der Hafen bis zum Altwismartor und Lübsches bis Mecklenburger Tor wurden mit Bastionen und Kurtinen geschützt. Ab 1681 erfolgte die grundlegende Umgestaltung der vorhandenen Befestigungsanlagen durch Graf Erik Dahlberg. Die Zitadelle wurde als Schwachpunkt der Befestigungsanlage bewertet und abgetragen.
Den westlichen Zugang zwischen Poel und dem Festland sperrte eine kleine Insel, der Walfisch, auf der ein Außenwerk der Festung angelegt wurde. Nach dem Land zu erschwerte die Annäherung sumpfiges Gelände, das nur durch fünf Tore auf Dämmen zugänglich waren. Nach Nordosten zum Dorf Nedentin führte das Poeler Tor, der Weg nach Osten nach Hornstorf führte durch das Wismar-Tor, im Süden lag das Mecklenburger, im Nordwesten das Lübecker Tor. Vor dem Mecklenburger Tore erhebt sich der sogenannte Galgenberg. Die Festung hatte um das Jahr 1700 etwa 700 Kanonen, 18 Bastionen, 9 Revelins und 2 Zitadellen. Stadtpläne aus dem 18. Jahrhundert zeigen die Befestigungsanlagen in Form eines mehrstufigen Bastionsgürtels.
Die Bedeutung Wismars als schwedische Festung lag darin, zwischen Schwedisch-Pommern und Bremen-Verden eine gesicherte Verbindung zu schaffen. Im Großen Nordischen Krieg kapitulierte die Stadt nach zehnmonatiger Belagerung am 19. April 1716. Sie hatte sich von allen deutschen Festungen Schwedens am längsten gehalten.
Die Bedeutung der Stadt als Festung erlosch, als nach 1721 Bremen-Verden an Hannover abgetreten wurde. Die Festung wurde nach der Einnahme durch die Verbündeten Hannover, Dänemark und Preußen geschleift. Wismars Rückgabe an Schweden war an die Bedingung geknüpft, dass die Stadt nicht wieder befestigt werden dürfe.
Noch heute erinnern die Namen früherer Befestigungsanlagen an Wismars Schwedenzeit. Reste der Befestigungsanlage, so ein Teil der Altstadtmauer, sind am Lindengarten zu sehen.